# Karen Putzer
Karen Putzer, italijanska alpska smučarka, * 29. september 1978, Bolzano.
V treh nastopih na olimpijskih igrah je leta 2002 osvojila bronasto medaljo v superveleslalomu. Na svetovnih prvenstvih je v šestih nastopih osvojila srebrno medaljo v veleslalomu in bronasto v kombinaciji leta 2001. V svetovnem pokalu je tekmovala petnajst sezon med letoma 1995 in 2009 ter dosegla osem zmag in še osem uvrstitev na stopničke. Najboljšo uvrstitev v skupnem seštevku svetovnega pokala je dosegla z drugim mestom leta 2003, ko je bila druga tudi v veleslalomskem in tretja v superveleslalomskem seštevku.